# Droga wojewódzka 625
Die Droga wojewódzka 625 (DW 625) ist eine einen Kilometer lange Droga wojewódzka (Woiwodschaftsstraße) in der polnischen Woiwodschaft Masowien, die den Bahnhof von Zielonka mit der Droga wojewódzka 634 verbindet. Die Strecke liegt im Powiat Wołomiński.

## Streckenverlauf
Woiwodschaft Masowien, Powiat Wołomiński
-  Zielonka  (S 8, DW 631, DW 634)